# Lancia Delta
 For alternative betydninger, se Lancia Delta (flertydig). (Se også artikler, som begynder med Lancia Delta)
Lancia Delta er en personbilsmodel fra den italienske bilfabrikant Lancia.

## De enkelte generationer
- Lancia Delta (1979)
1979−1994
- Lancia Delta (1993)
1993−1999
- Lancia Delta (2008)
2008−2014